# Паола Егону
Паола Огечи Егону (итал. Paola Ogechi Egonu; Читадела, 18. децембар 1998) италијанска је одбојкашица која игра на позицији коректора.

## Приватно
Рођена је у Читадели код Падове, родитељи су јој пореклом из Нигерије. Паолин отац Амбросе, пре него што је емигрирао у Италију, возио је камион у Лагосу, док је њена мајка Јунис била медицинска сестра у граду Бенину. Такође, Паолин рођак Тери Енвеонву је одбојкаш.
Од 2018. године у вези је са пољском одбојкашицом Катарином Скорупа.

## Каријера

### Клуб
Одбојку је почела да игра у локалном одбојкашком клубу у Читадели. Након тога у сезони 2013/14. Паола Егону се придружује тиму Клуб Италија из Рима. Играла је четири године за Клуб Италију; у трећем колу 2016. сезоне освојила је укупно 46 поена против Азура Волеј Сан Касјана, што је најбољи резултат икада у Серији А1.
У сезони 2017/18. прелази у екипу АГИЛ Волеј из Новаре, који наступа у Серији А1. Освојила је италијански Суперкуп 2017. и Куп Италије 2017/18, а проглашена је за МВП.
Медији у Италији су је описали као „црног анђела”, а по њиховим наводима врховима прстију досеже висину између 340 и 345 cm.

### Репрезентација
Егону је играла за млађе категорије Италије. Била је део репрезентације испод 18 година, са којом је освојила златну медаљу на Светском првенству 2015. године, такође је добила награду МВП (најкориснија играчица).
Године 2015. је добила први позив за сениорску италијанску репрезентацију, са којом је 2017. године освојила сребрну медаљу на Светском Гран прију.
Са репрезентацијом је освојила сребрну медаљу на Светском првенству 2018, пораз у финалу од Србије, а на такмичењу је уврштена у прву поставу и проглашена за најбољег коректора.

## Успеси

### Клупски
- Куп Италије: 2017/18.
- Суперкуп Италије: 2017.

### Репрезентативни
- Светско првенство: 2. место 2018.
- Светски гран при : 2. место 2017.
- Европско првенство: 1. место 2021.

### Индивидуална признања
- Најбољи коректор европских Квалификација за Олимпијске игре 2016.
- Најбољи коректор Светског првенства 2018.
- МВП Европског првенства 2021.
- МВП Лиге нација 2022.